# Fehér Glycér
Fehér Glycér (Fajsz, 1782. április 7. – Tata, 1873. november 30.) piarista rendi pap, tanár, költő.

## Élete
1803. október 3-án lépett a rendbe és Kecskeméten novícius volt. 1810. április 24-én misés pappá szenteltetett föl; tanított 1806–1808-ban Tatán, 1809-ben bölcseletet hallgatott Vácon, 1811–1812-ben teológiát Nyitrán, 1813–1823-ban hitszónok és gimnáziumi tanár Kolozsvárt, 1824–1826-ban Kecskeméten, 1827–1830-ban Kolozsváron, 1831–1832-ben rektor Nagykárolyban és a plébánia igazgatója, 1833–1849-ben gimnáziumi igazgató és rektor Léván, 1850-ben Szentgyörgyön vicerektor és spirituális, 1851–1853-ban Kalocsán vicerektor, 1854–1857-ben ugyanaz Vácon, 1858-ban Veszprémben spirituális, 1862-től ugyanaz Tatán.

## Munkái
- Ode exc., ill. ac rev dno Alexandro Rudnay de eadem et Divék-Ujfalu, episcopo Transilvaniensi… dum a Sacr. Sua Majestate scholarum cath. in toto M. Principatu supremus director renunciaretur, ab archigymnasio Claudiopolitano apud scholas pias devoto animo oblata anno Dni 1819 (Claudiopoli), 1819